# José Soares
José António do Vale Soares foi um pintor português (Lourenço Marques, actual Maputo, Moçambique, 25 de Julho de 1927 - Porto em 20 de Maio de 1996).

Viveu na Cidade da Beira  e, mais tarde, ainda jovem, instalou-se em Lourenço Marques onde trabalhou na Câmara Municipal e levou a cabo as suas primeiras exposições de pintura que o revelaram como um artista promissor.
.

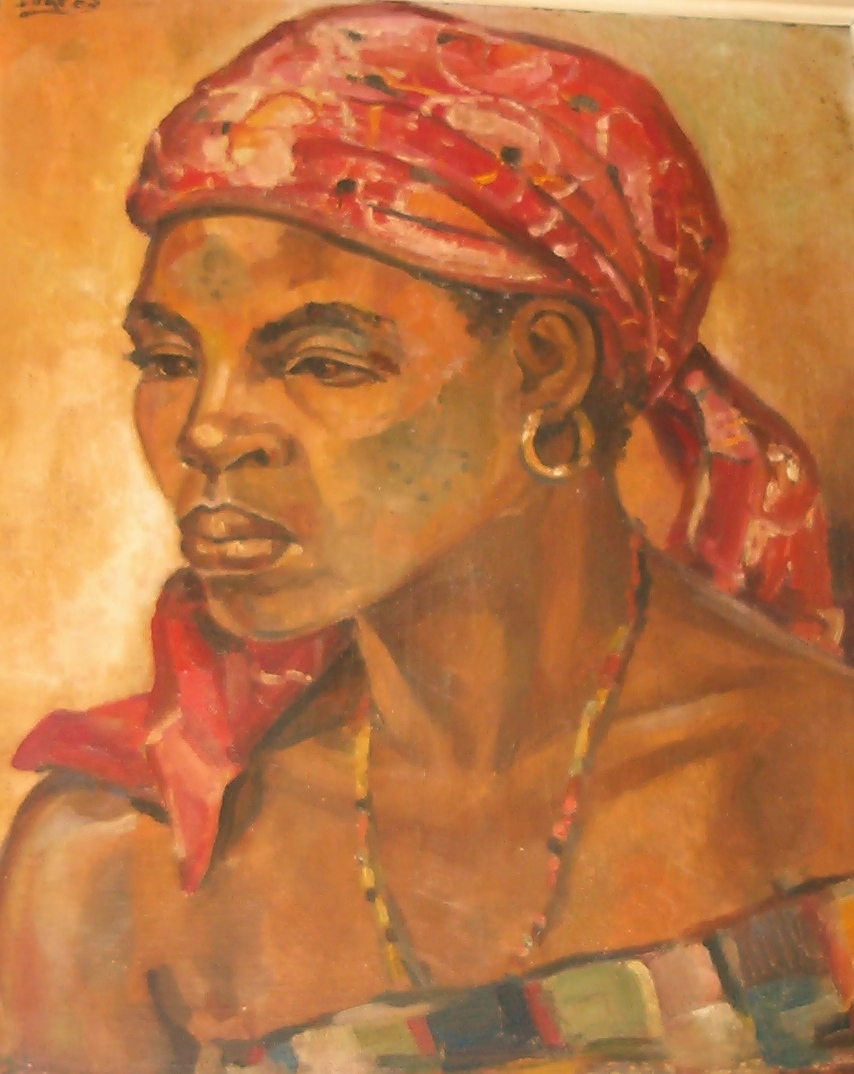
Cabeça de mulher moçambicana, quadro de José Soares

Veio para a metrópole, pela primeira vez, em 1951, imediatamente após o seu casamento com Maria Cristina, filha do escultor Alberto Morais do Valle, a fim de estudar na Escola de Belas Artes do Porto onde se destaca, entre outros seus professores, o aguarelista por excelência da cidade do Porto, António Cruz  e, entre os colegas, outro moçambicano, o pintor Ângelo de Sousa.
Nos primeiros anos da sua estadia na cidade do Porto,conciliou a frequência em Belas Artes com a sua primeira incursão na publicidade tendo ingressado nos quadros da Agência Havas.
Mais tarde, passou a ser um destacado colaborador como criativo da Litografia Maia.
Na Litografia Maia ganharam especial relevo as suas criação de motivos para baralhos de cartas de jogo, os seus desenhos de inúmeras colecções de selos das ex-colónias portuguesas e diversas criações para as Missões Católicas Portuguesas .
Foi autor criativo da capa do livro de homenagem dos 70 anos de pintura do pintor Henrique Medina, Dívida de Portugal a Henrique Medina de Ramiro Guedes de Campos, editado em 1980 e pode ler-se na dedicatória autografada, Para o talentoso Pintor José Soares cujo gosto e requinte nas suas obras, atingem o mais belo sentido estético. Criou logótipos para diversas marcas, e foi o designer preferido de campanhas publicitárias para empresas. Foi ainda um dinâmico decorador de stands e lojas.
Mantendo-se afastado do meio artístico por sua própria vontade, continuou sempre a pintar. Muitas são as marcas de trabalhos seus um pouco por todo o país. A grande parte da sua obra como pintor pertence à colecção da família de Rodrigo dos Santos, actual proprietário da Litografia Maia.Igualmente os seus herdeiros, os seus dois filhos e nora Helena e o seu único neto Tomás Cunha e Silva, preservam o seu espólio pessoal.

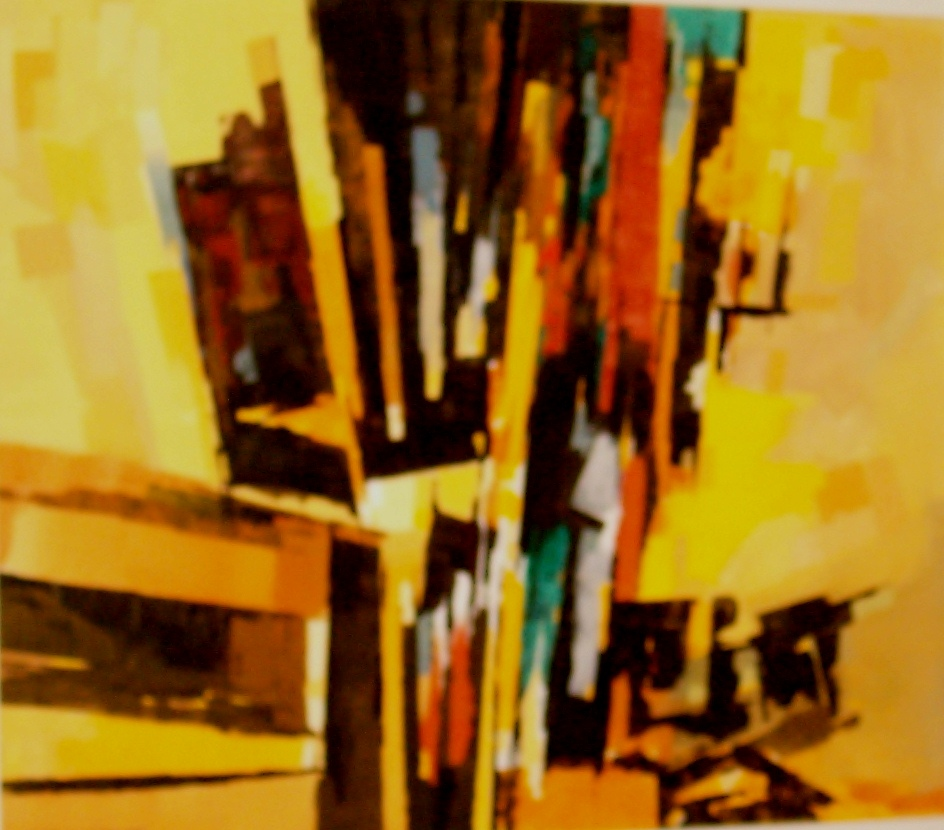
Modernismo, quadro de José Soares